# 永禄の変
永禄の変（えいろくのへん）は、永禄8年5月19日（1565年6月17日）、室町幕府の13代将軍・足利義輝が三好義継や三好三人衆、松永久通らの軍勢によって、京都・二条御所を襲撃され、殺害された事件である。永禄の政変（えいろくのせいへん）と呼称されることもある。
なお、松永久秀をこの事件の主導者の一人とする記述が従来より多く見られるが、実際に襲撃に参加していたのは息子の久通であり、久秀は事件の当日、大和国に在国しており、直接関与はしていない。

## 事件の背景
この事件の目的・動機を考えるにおいては、事件前の三好氏の将軍との関わり方がどのようなものだったかが問題となる。天文年間の末から永禄初年に至るまで、将軍・足利義輝と三好氏は武力衝突を繰り返していた。義輝の時代はまた、細川氏から三好氏に覇権が移ろうとする「端境期」でもあった。
- 文中の（ ）の年はユリウス暦、月日は西暦部分を除き全て和暦、宣明暦の長暦による。

### 三好氏の台頭
阿波守護代であった三好氏は、主家の阿波守護である細川氏（讃州家）が細川宗家（京兆家）の後継争いに関わったことで、畿内に進出していった。惣領の三好元長は堺公方・足利義維と細川晴元を擁して、時の将軍・足利義晴や管領・細川高国と対峙した。
だが、晴元は高国滅亡後に義維側から義晴側に奔り、享禄5年（1532年）5月に山科本願寺とも手を組み、6月には元長を一向一揆に攻撃させ、和泉国堺の顕本寺において自刃においやった（享禄・天文の乱）。元長の死によって、義維は堺から淡路、さらに阿波平島に下向し、以後長らくここに逼塞した（平島公方）。また、元長の嫡男・三好長慶は幼少のうちに家督を継いだため、当初は晴元の下で雌伏しつつも、天文17年（1548年）12月に細川氏綱を擁立して晴元から離反した。
天文18年（1549年）6月、長慶が仇敵だった晴元の側近・三好政長を江口の戦いで討つと、晴元は岳父で近江守護の六角定頼を頼り、将軍・義輝と前将軍・義晴を連れて、京都から近江坂本に逃げた。その後、彼らと入れ替わる形で、7月9日に長慶が氏綱を奉じて上洛した。
天文19年（1550年）2月、義晴は東山で中尾城の築城に着手したものの体調が衰え、5月に坂本南方の穴太で死去した。義晴の死後、義輝は六角定頼らと連携しつつ、反撃の機会を待った。

### 足利義輝と三好長慶の衝突

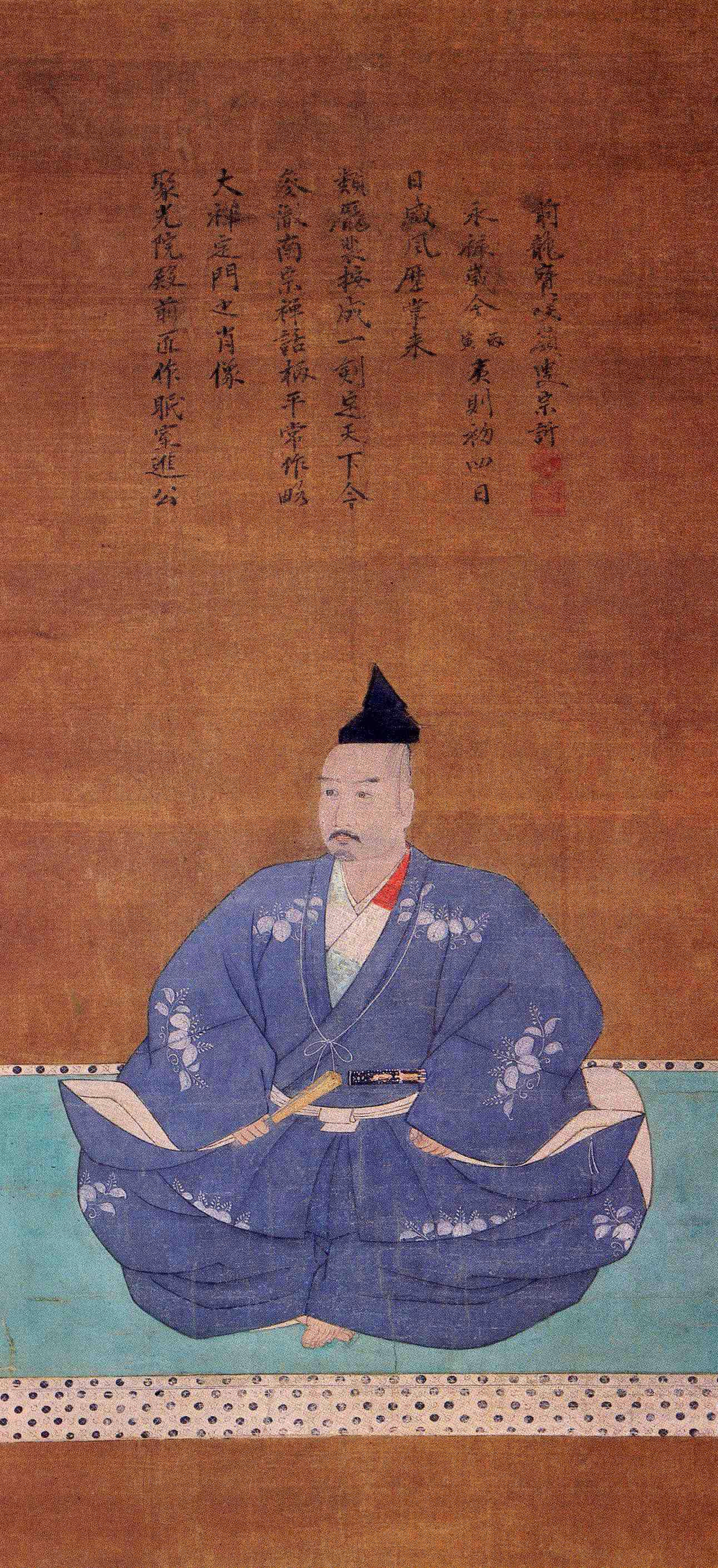
三好長慶像（絹本著色、笑嶺宗訢賛、聚光院蔵、重要文化財）

その後、膠着状態が続いたが、11月19日に準備を整えた三好勢4万が京へとなだれ込み、細川・六角勢は応戦したものの、三好勢に敗退した。義輝も中尾城で指揮を取っていたが、同月21日に三好勢が押し寄せてきたため、中尾城を自焼して、近江堅田へと逃れた（中尾城の戦い）。
天文20年（1551年）1月末、政所頭人である伊勢貞孝が義輝を強引に京に連れ戻して、三好方との和睦を図ろうとするが失敗した。だが、貞孝は奉公衆の進士賢光らを連れて京に戻り、三好方に離反した。これを受けて、2月に義輝は朽木に移った。
3月、進士賢光が伊勢貞孝邸で催された宴席において、長慶に斬りかかって負傷させるなど、長慶が命を狙われる事件がたびたび起きている。また、5月には長慶の岳父で河内守護代の遊佐長教が、刺客によって殺害される事件も起こり、当時はこれも将軍が黒幕と推測された。
天文21年（1552年）1月、六角定頼が死去し、息子の義賢（承禎）がその跡を継ぐと、義輝は三好氏と和睦し、京都に帰還した。そして、長慶は幕府の御供衆とされ、幕臣に列した。他方、義輝は細川氏綱を細川氏の当主と認めて晴元と決別したため、晴元は見捨てられる形となり、若狭へと逃れた。
天文22年（1553年）1月、細川晴元が勢いを盛り返し、京都に進出すると、上野信孝ら反三好派の幕臣が長慶排除のために策動するようになっていった。当初、義輝は長慶に味方していたが、3月8日に長慶との和約を破棄し、晴元と手を組んだ。
8月1日、長慶が2万5千の軍勢をもって京に侵攻し、幕府軍が籠城する東山霊山城を攻め落とすと（東山霊山城の戦い）、義輝は晴元や近衛稙家らとともに京を離れた。だが、長慶が「将軍に随伴する者は武家・公家に関わらず、知行を没収する」と通達したため、多くの者が所領の没収を恐れて、義輝から離反した。
8月30日、義輝は近江朽木に逃れ、この地を再び御座所にし、以降5年間をこの地で過ごした。以降、長慶は足利将軍家を奉じない権力として、摂津の芥川山城を拠点に畿内の支配を推し進めた。だが、長慶が将軍と対立し、幕府機構に頼らないまま京都の支配を維持することは困難であった。その上、義輝が朽木へ動座した後も、三好氏は断続的に六角氏や畠山氏の攻撃を受け、京都支配は一向に安定する兆しを見せなかった。
永禄元年（1558年）2月28日、朝廷は正親町天皇の即位のため、年号を弘治から永禄に改元したが、この改元を長慶にのみ相談・連絡し、朽木の義輝には全く知らせなかった。改元を他者によって知らされることになった義輝は激怒し、3月13日、自身の権威を回復するため、また三好政権打倒のため、およそ5年の沈黙を破って朽木で挙兵した。
長慶は六角義賢の支援する義輝や細川晴元に応戦し、三好方優位の戦況で推移していたものの、11月に義賢の仲介を容れて、義輝と和睦した。

### 義輝の復権・三好氏の衰退

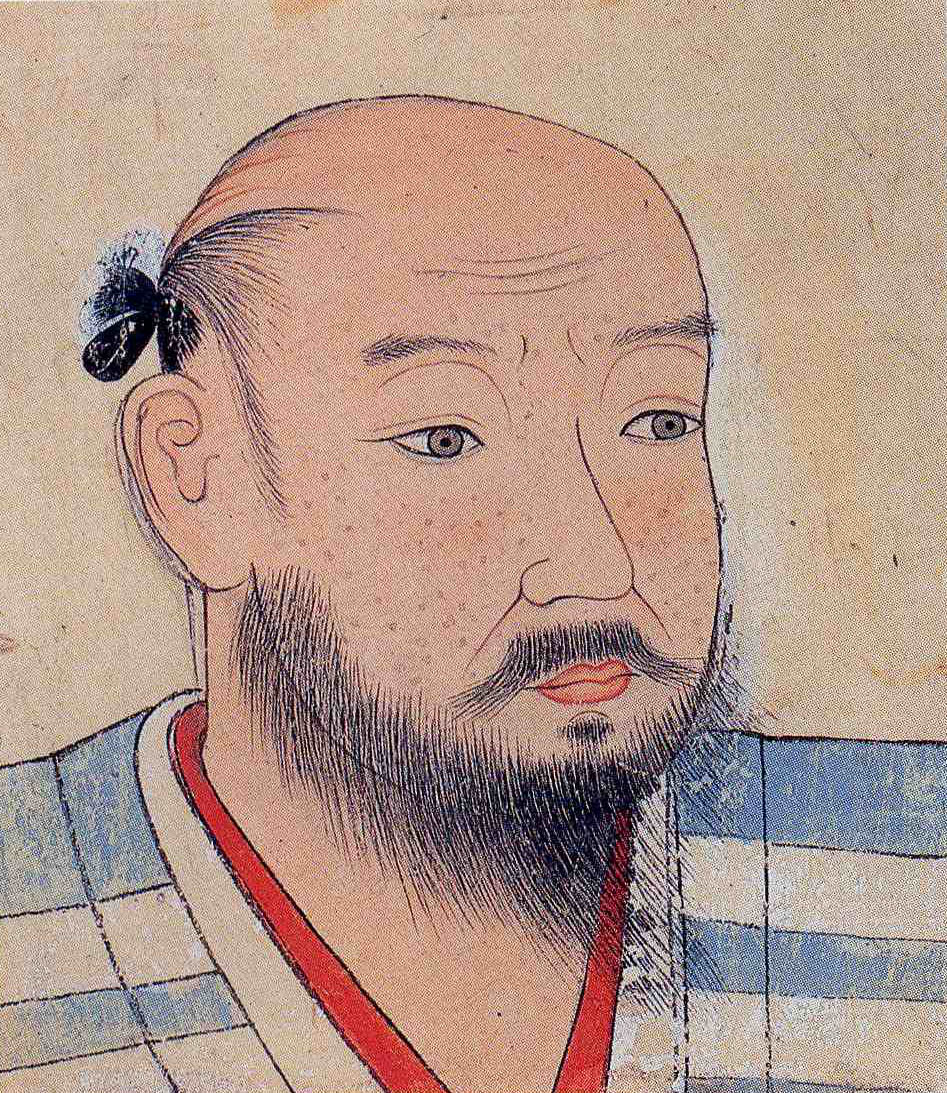
足利義輝像紙形（土佐光吉筆、京都市立芸術大学芸術資料館蔵）

義輝が5年ぶりに帰洛すると、長慶は嫡子・三好義興とともに相伴衆に列せられたほか、ほかの三好一門・宿将も御供衆に列せられるなど、三好氏は幕府内で厚遇を受けた。他方、三好氏は幕臣として幕府機構に組み込まれることになり、義輝を主君として認め、臣下の礼を取らざるをえなくなった。これにより、三好氏が将軍を支える協調体制が整えられ、変の起こる永禄8年（1565年）まで比較的平穏な時期が続いた。
義輝は上野信孝や進士晴舎らの補佐を受けて、幕府権力と将軍権威の復活を目指した。その一環として、諸国の戦国大名との修好に尽力し、紛争の調停なども行った。義輝の帰洛した翌年の永禄2年（1559年）には、美濃の斎藤義龍、尾張の織田信長、越後の長尾景虎（上杉謙信）が相次いで上洛し、義輝に謁見している。また、永禄5年（1562年）9月に義輝は自身に敵対した政所執事の伊勢貞孝を敗死に追い込み、新たな政所執事に摂津晴門を起用した。これにより、かつての3代将軍・足利義満の介入すら不可能だった政所掌握への道を開き、伊勢氏に独占されていた莫大な権益を自ら掌握することで、将軍としての地盤も強固なものにした。
一方、永禄年間に三好氏の側で「凶事」が続いたことは、三好氏の不安を増大させた。まず、永禄3年（1560年）3月に長慶の三弟・十河一存が死去し、同5年3月には長弟・三好実休が戦死、さらに同6年（1563年）8月には長慶の嫡子・義興が病没した。さらに、永禄7年（1564年）6月に長慶は次弟・安宅冬康を逆心の疑いで誅殺したが、その殺害後に激しい後悔に襲われ、自身の病を悪化させた。
永禄7年7月4日、三好氏の惣領たる長慶が病死した。長慶の死後、三好氏は長慶の甥で十河一存の息子・三好重存（のち義重、義継に改名）が新たな惣領となり、三好三人衆（三好長逸、三好宗渭、岩成友通）や松永久秀、その長男・久通らが補佐にあたった。だが、長慶をはじめとする三好氏の主要人物が死んだことにより、三好氏の権威低下は決定的なものとなり、衰運に陥った。
一方、義輝は三好氏の傀儡としての立場に甘んじず、将軍としての立場を固め、幕府権力の復活に向けてさらなる政治活動を行なおうとした。義輝の権威上昇は、三好一門が連続した凶事によって凋落の道を歩んでいたのとは対照的であった。
永禄7年10月、義輝は居所である二条御所の大々的な増築を開始した。義輝は三好長慶の死によって畿内の情勢が流動化しつつあったことを鑑み、軍事的な緊張への備えとして、石垣や大堀を持つ城郭化された御所の建設を進めた。

## 経過

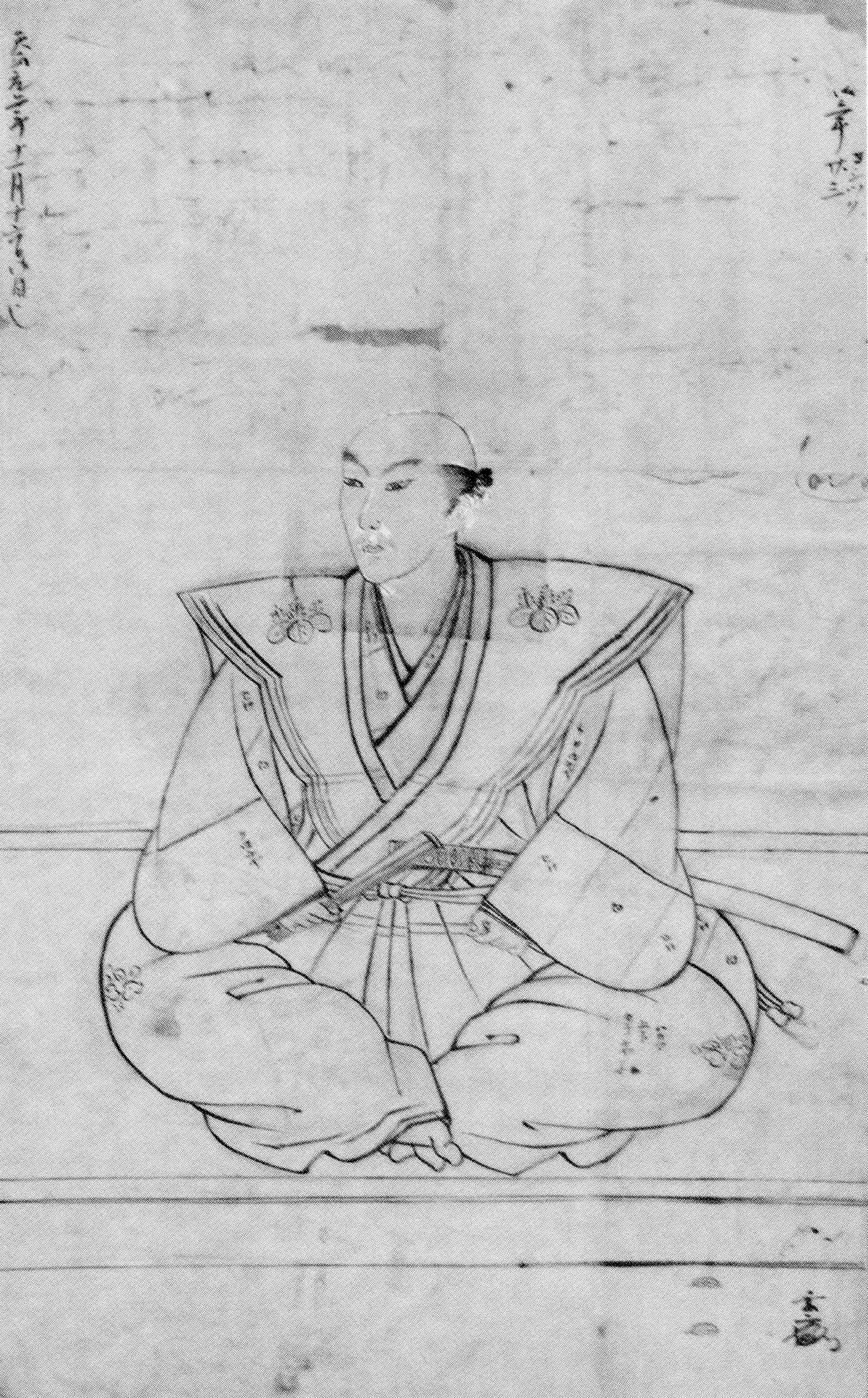
三好義継像（京都市立芸術大学芸術資料館蔵）

永禄8年（1565年）4月30日、三好重存が上洛し、5月1日に義輝に謁見した。その際、重存は義輝から「義」の偏諱と左京大夫の官位を与えられ、義重と名乗った。また、松永久秀の嫡子・久通も義輝の偏諱を受け、義久と名乗った。
5月5日、端午の節句であるこの日、朝廷から将軍御所に勅使が下され、義重も松永義久とともに御所に参上している。
5月9日、義重は京都の主だった公家衆にあいさつ回りを行い、その屋敷を訪問し、賀辞を述べて進物を贈った。
5月18日、義重は1万余の軍勢を率いて、再び上洛した。義重は革堂、三好長逸は知恩寺、松永義久は相国寺常徳院の内の大森寿観の宿に入った。公家衆も先の返礼として、義重らのもとに来訪して、慶賀を述べている。
同日までは、京において平穏な状況が続いた。公家の山科言継や勧修寺晴右の日記などを見ても、ただ事実が淡々と記載されているのみである。だが、ルイス・フロイスの『日本史』によれば、同日に義輝は難を避けるべく御所を出たものの、奉公衆ら義輝の近臣が「将軍の権威を失墜させる」と反対し、義輝とともに討死する覚悟を示して説得を行ったため、義輝も不本意ながら御所に戻ったという。
5月19日早朝、義重は三好三人衆や松永義久とともに清水寺参詣を名目として、二条御所に突如として押し寄せ、「将軍に訴訟（要求）あり」と訴え、取次を求めて御所を包囲した。岩成友通が訴状を渡すために御所の門扉を叩くと、申次の進士晴舎が御所から出て、その訴状を受取った。晴舎が義輝との取次に往復する間、三好勢が御所に侵入した。
後述のように、三好方の訴訟は偽りではなく、本来の目的だったとする説もある。フロイスの記述によれば、三好方の岩成友通が進士晴舎に突き付けた要求には、将軍の奥方（正室の大陽院か）と晴舎の娘（側室の小侍従局）、大勢の幕臣の殺害が含まれていたという。ただし、三好方の要求は、足利義栄（義維の嫡子）への禅譲だったとする見方もある。
二条御所の完成間近を狙った攻撃であり、開戦は辰の刻（午前8時頃）であったという。この時の三好軍の兵力は、当日に在京していた山科言継の日記『言継卿記』永禄8年5月19日条では「1万ばかり」、フロイスの『日本史』では「1万2千」と記されている。他方、将軍御所には寡兵しかおらず、フロイスの『日本史』では「公方様の側には約200人がいるにすぎず」と記されている。
三好軍が二条御所に侵入すると、義輝は劣勢であることを悟り、死を覚悟した。そして、近臣ら30人程を召すと、彼らに酒を与えて最後の酒宴を行い、皆で別れの酒を酌み交わした。近臣の一人・細川隆是が近くにあった女ものの小袖を使って舞を披露すると、義輝は大いに喜んだと伝えられる。
その際、進士晴舎が敵の侵入を許したことを詫びて、義輝の御前で切腹した。晴舎は三好氏・松永氏との取次役でもあり、交渉決裂の責任を取ったとも、また彼が自害したことで三好方から交渉決裂・手切とみなされて攻撃が開始されたとも考えられている。
そして、義輝と近臣らは三好軍に立ち向かい、突撃して斬り込んだ。義輝は剣豪の塚原卜伝に兵法を学んでおり、自ら薙刀を振るい、その後は刀に持ち替えて奮戦したという。
しかし、多勢に無勢の中、近臣らは次々に討ち死にし、牛の初刻（午前11時頃）に義輝も討たれた。『言継卿記』では、奉公衆が大勢討死し、昼前には将軍も「生害」されたと記されている。
このとき、義輝の生母・慶寿院（近衛稙家の妹で12代将軍・義晴の正室）が御所で自害している（または殺害されている）。三好勢はまた、義輝の弟である鹿苑院主・照山周暠も殺害した。他方、義輝の正室・大陽院（近衛稙家の娘）は殺されず、実家の近衛家へ送り届けられた。
また、三好氏に近かった幕臣の伊勢貞助は義輝を助けず、義輝が所有していた足利将軍家の重宝たる「御小袖の唐櫃」「御幡」「御護等櫃三」を密かに御所外に搬出し、それらを朝廷に預けた。これらの重宝はみな、将軍家の家督を象徴するものであった。
幕臣の細川藤孝は事変を聞きつけて、すぐさま御所に馳せ参じたものの、事は既に終わった後であった。藤孝はその場に居合わせなかったことを悔やんだが、南都にいた義輝の弟・覚慶（還俗後は足利義昭）を救出すべく、その場を離れた。他方、藤孝もまた、他の幕臣らと運命を共にせず、御所を脱出したとする見方もある。
殺戮が終わると、三好軍は二条御所に火をかけ、多くの殿舎が炎に包まれたという。この日の夕刻、御所の焼け跡には夕立の雨が降ったと伝えられる。
5月20日、義輝の外戚である近衛家や、その縁戚の久我家、さらには高辻家にも類が及ぶと噂された。
5月21日、三好長逸が参内し、正親町天皇から天盃を下賜されると騒ぎも収まり、朝廷は事態をひとまず追認する形を取った。
5月22日、奉公衆や奉行衆が義重や松永義久のもとに御礼に行くこととなり、混乱は3日ほどで沈静化していった。
5月24日、混乱に紛れて御所を脱出し、身を隠していた側妾の小侍従局が、三好方の松山重治によって捕えられ、知恩院で殺害された。なお、フロイスによれば、小侍従局が変の当時懐妊していたと記述されているが、彼女は変が起きた1か月前の4月17日に義輝の三女となる女子を出産しており（『言継卿記』永禄8年4月17日条）、正確な記述ではない。
三好長慶の統治晩年より、義輝の権威は向上し、幕府の統治も強化されたと考えられていた。だが、幕府の奉公衆や奉行衆が変の直後、三好方のもとに挨拶に赴くなど、義輝の執政により回復したかに思えた幕府の脆弱さが露見する結果となった。また、義重は義輝を討ったのちに名を「義継」と改めたが、この改名を「義」を通字とする足利将軍家を「継ぐ」という意志の主張とする見方もある。他方、松永義久は同時に義輝の偏諱を解消し、久通に名を戻している。

## 討死・自害した人物
『言継卿記』永禄8年5月19日条、『細川両家記』等による。なお、義輝と運命を共にした者は、主な近臣だけでも60名以上にのぼるという。
- 足利義輝（将軍）
- 慶寿院（義輝の生母）
- 小侍従局 （義輝の側室、進士晴舎の娘）
- 照山周暠 （義輝の弟、鹿苑院主）
- 進士晴舎（美作守）
- 進士藤延（主馬頭）
- 荒川晴宣（治部少輔）
- 荒川輝宗（刑部少輔）
- 彦部晴直（雅楽頭）
- 彦部輝信（孫四郎）
- 一色輝喜（淡路守）
- 一色又三郎
- 杉原晴盛（兵庫助）
- 上野輝清（兵部少輔）
- 上野与八郎
- 細川隆是（宮内少輔）
- 治部藤通（三郎左衛門）
- 小笠原稙盛
- 沼田光長（上野介）
- 仁木輝綱（河端輝綱、兵部丞）
- 武田輝信（武田藤信とも、左兵衛尉）
- 高師宣（伊予守）
- 畠山九郎
- 結城主膳正
- 朝日新三郎
- 谷田民部丞
- 高木右近
- 小林左京亮
- 小林某（小林左京亮の弟）
- 小林某（小林左京亮の弟）
- 小森左京進
- 西面左馬允
- 田村刑部大輔
- 田村勘三郎
- 飯田左吉（右兵衛尉）
- 中井助左衛門尉
- 西川新右衛門尉
- 森田新左衛門尉
- 八田十右衛門尉
- 有馬源二郎
- 木村小四郎
- 松原小三郎
- 粟津甚三郎
- 松井新三郎
- 疋田（匹田）弥四郎
- 二宮弥三郎
- 林与五郎
- 村田弥助
- 畑某
- 高橋某
- 一河某
- 摂津糸千代丸
- 大館岩千代丸
- 福阿弥（治部藤通の弟）
- 台阿弥
- 松阿弥
- 竹阿弥
- 竹阿弥
- 金阿弥
- 大弐（足軽衆）

なお、小笠原稙盛はこの戦いで死亡したとされるが、永禄12年（1569年）5月7日付の幕府奉行人連署奉書には稙盛が「令一味御敵」を理由に所領の没収を命じられたことが記されている。木下昌規は、稙盛が死を免れ、変後に三好三人衆によって擁立された足利義栄に仕えたため、後に足利義昭が将軍になると処分を受けたと推測している。
小林正信は、この戦いで討死したとされる進士藤延が生き延びて、明智光秀と名を変えたと推測し、光秀家中に見える進士貞連は実弟で、藤延の代わりに進士氏の家督を相続したとしている。また、藤延の妹で義輝の側室だった小侍従局も侍女などを身代わりにして生き延びて、光秀の妻である妻木氏（妻木煕子）となり、彼女の身籠っていた子供は明智光慶になったとしている。さらに、義輝の3人の娘も光秀の娘となり、それぞれ有力大名の妻になったとする。ただし、前述のように小侍従局は事件の1か月前に既に女児を出産しており、事実関係に矛盾が生じている。

## 考察

### 義輝はなぜ殺害されたか?
三好氏がなぜ義輝を殺害したのかに関しては諸説あり、未だ定説には至っていない。

#### 将軍家の分裂解消を目的とした説

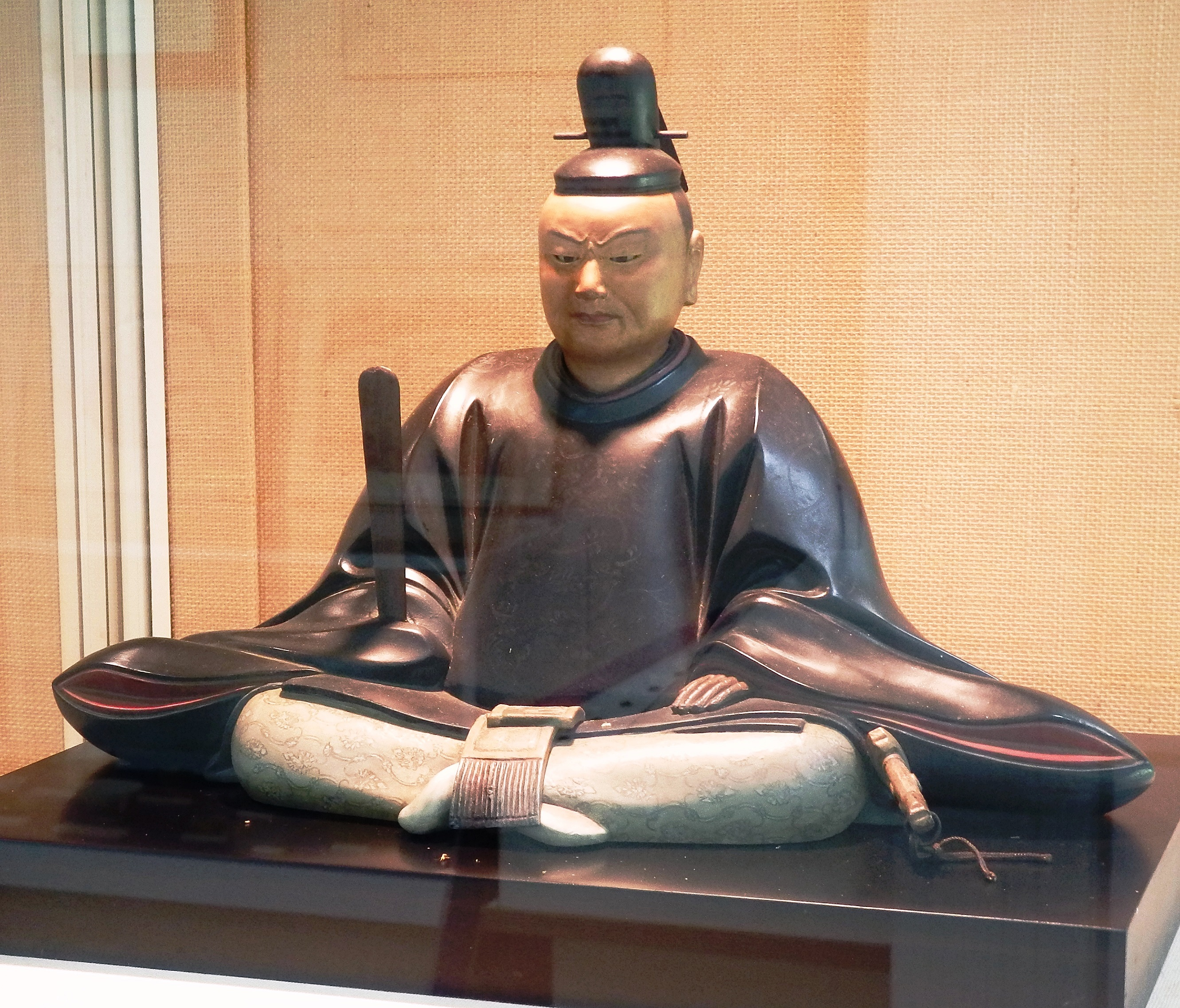
足利義栄像（阿南市立阿波公方・民俗資料館蔵）

三好側が政変を起こした理由として、明応の政変（1493年）以来およそ70年に及ぶ足利将軍家の分裂（足利義稙系と足利義澄系）を解消させる積極的な意図のもと、義稙系の義栄を擁立すべく、義澄系の義輝を殺害したとする説がある。
小林正信は、『言継卿記』の記述などを鑑みて、義輝の殺害は義栄を擁立することが目的であったと考察し、義輝の生母や愛妾、末弟に至るまでが殺害されていることから、その一族すべてを執拗に狙った三好氏らの用意周到さが垣間見えていると指摘する。
義栄の擁立に関しては、当時から人々の間でいわれており、公家の山科言継は自身の日記に、義輝の殺害は阿波にいる義栄を将軍に擁立するために起こしたものではないか、と記している。宣教師ルイス・フロイスも同様に、義栄を将軍にするために起こしたと見ていた。
だが、近衛家に近い梅仙軒霊超は伊予の河野通宣に対して、5月26日付の書状で義輝の死を伝えており、霊超自身は義栄を擁立するつもりで疑っているものの、世間ではとくにそういった風聞がないと記している。
天野忠幸は、義栄が阿波から畿内に渡海するのは事件から1年4ヶ月後のことであり、三好方は義栄と事前に相談や準備をしていたとは考えにくく、義栄の擁立は当初想定されていなかった可能性が高いと指摘する。天野はまた、義栄の父・義維はかつて畿内では将軍格として扱われたが、地方では相手にされず、同じく影響力を持たない義栄をわざわざ擁立する意味も見出しにくく、義栄が義輝に代わりうる存在だったのかは疑問が残るとしている。

#### 御所巻によるものとする説
三好勢による御所の包囲は、室町時代に繰り返されたいわゆる「御所巻」（大名らが将軍邸を包囲して政敵の失脚などを強要する行為）の一つに過ぎず、実際に訴訟（要求）を目的としていたところ、取次の際の齟齬あるいはその過大な要求と将軍側の強硬な姿勢から両者の衝突に発展してしまったもので、将軍殺害は当初の計画ではなかったとする説も出されている。
山田邦明は、三好・松永側は実際に訴訟（要求）の取次を求めて御所を訪れたものの、取次の際の齟齬から両軍の衝突に発展してしまったもので、最初から義輝の殺害を計画していた訳ではないとする。
柴裕之も、御所巻による政治的要求はかつての観応の擾乱における足利直義失脚、康暦の政変における細川頼之失脚、文正の政変における伊勢貞親失脚などでたびたび発生していて珍しいものではないとする一方で、フロイスの記述によれば、三好方の岩成友通が進士晴舎に突き付けた要求には、将軍の奥方（正室の大陽院か）と進士晴舎の娘（小侍従局）、「大身（の側近）」の殺害が含まれており、それが事実ならば義輝にとっては受け入れ難い内容を含むものであり、その要求を拒絶するために実力排除を試みた結果とみる。
木下昌規は、御所巻における三好・松永方の政治的要求の取次を、進士晴舎が拒否して自害したことで「手切れ」とみなされ、義輝の殺害につながったとする。だが、義輝を殺害する意図があるならば、直ちに攻撃すればよいのに政治的交渉を行おうとしたことの説明がつかないとし、一方で政治的な要求がフロイスの記述通りであれば、処刑を要求した「妻妾」「大身（の側近）」には三好・松永側に対する交渉窓口である進士晴舎やその娘の小侍従局を含めていた可能性が高く、初めから交渉が成り立たない、という問題点を指摘している。
山田康弘は、御所巻という風習が戦国期にどこまで意識されていたのかは疑わしいとしつつも、三好側が「訴訟あり」と称して将軍御所を包囲したのは事実だったとして、大兵を以て訴願を通そうとしたが、義輝側から激しい抵抗を受けて大混乱が発生し、その中で三好の兵が義輝を殺害した可能性を挙げている。また、三好側の訴願の内容は、義輝から義栄への禅譲を要求するものだったと推測している。
久野雅司は、三好方が行った御所巻とする説に関して、『足利季世記』に「強訴と偽って」と記されていることから、義輝を欺く名目だったと指摘としている。久野はまた、なぜ小侍従局などを排除しなければならないのかの積極的な理由が明らかにされない限り、御所巻とする説はなお検討を要するとしている。
天野忠幸は、御所巻だったとする説に関して、反三好の急先鋒だった上野信孝がすでに死去しており、義輝が政所執事に登用した摂津晴門も殺害されておらず、外戚の近衛家も義輝の生母・慶寿院のみが自害していることや、さらには進士晴舎も三好氏と対立していた形跡がないことから、これを疑問視している。
小林正信は、義輝の殺害を計画的なものであったとし、偶発的なものではなかったと考察している。また、御所への包囲は前日から密かに進められており、当日には周囲を完全に封鎖されていたと見るべきだ、とも述べている。

#### 三好氏の再興のために行われたとする説
天野忠幸は、三好方が訴訟と号したのは表向きで、当初から義輝の殺害を目的としており、また政変は足利将軍家を義稙流に統一するために行ったものではなく、三好義継が足利将軍家にとって代わろうとするために起こしたと考察している。
義継の家督継承時、三好家中の結束が三好長慶や一門の相次ぐ死によって乱れており、義継は初陣として義輝を討つことで、三好本宗家の家督に相応しい存在であると示す必要があった、と天野は推測している。天野は、義輝と三好方の緊張が高まる中での長慶の死により、将軍としての権威を回復しようとする義輝に対して、義継が先手を打ったと見ており、義輝殺害後に義重から義継に改名したことからも、そうした義継の意図を窺い知ることができるとしている。
天野はまた、永禄年間に三好氏の家格が上昇し、長慶の存命時には、長慶・義興父子、長逸、松永久秀の4名が従四位下となり、長慶、義興、実休が相伴衆となっていたことを指摘する。当時、義輝も従四位下であり、三好氏と同格であったことから、長慶の世代の苦労を知らない貴公子である義継は義輝に将軍としての権威を感じず、義輝を討つことに抵抗がなかったのではないか、と天野は推測している。
久野雅久もまた、義輝の殺害は、将軍の権威高揚に対して、三好氏が権威の再興をかけて行ったものであったとものと考察している。
山田康弘は一方で、義継が単に自己の立場を強化するためという理由で将軍を殺害すれば、世間を敵に回し、大きな不利益を被ることになる明白で、「暗愚の極み」であると指摘する。山田はまた、戦国時代末期においても家格が厳然と存在していたことを挙げて、三好氏が事件の数年前までは細川氏の家臣（将軍家から見れば陪臣）に過ぎず、そのような者が将軍を白昼に殺害し、自身をいきなり将軍家の後継に擬したりすれば、天下の諸侯はその正気を疑うだろうと述べている。
山田はまた、義継が事件を決行したタイミングの悪さも指摘する。義継は事件の直前、義輝に願って「義」の偏諱を受けており、臣従する姿勢を示していた。にもかかわらず、義継が偏諱を受けてから20日ほどで、将軍の殺害を決行したことは、主君殺しをわざわざ世間に強調する結果となっており、最悪のタイミングだったとしている。

### 松永久秀の関与について

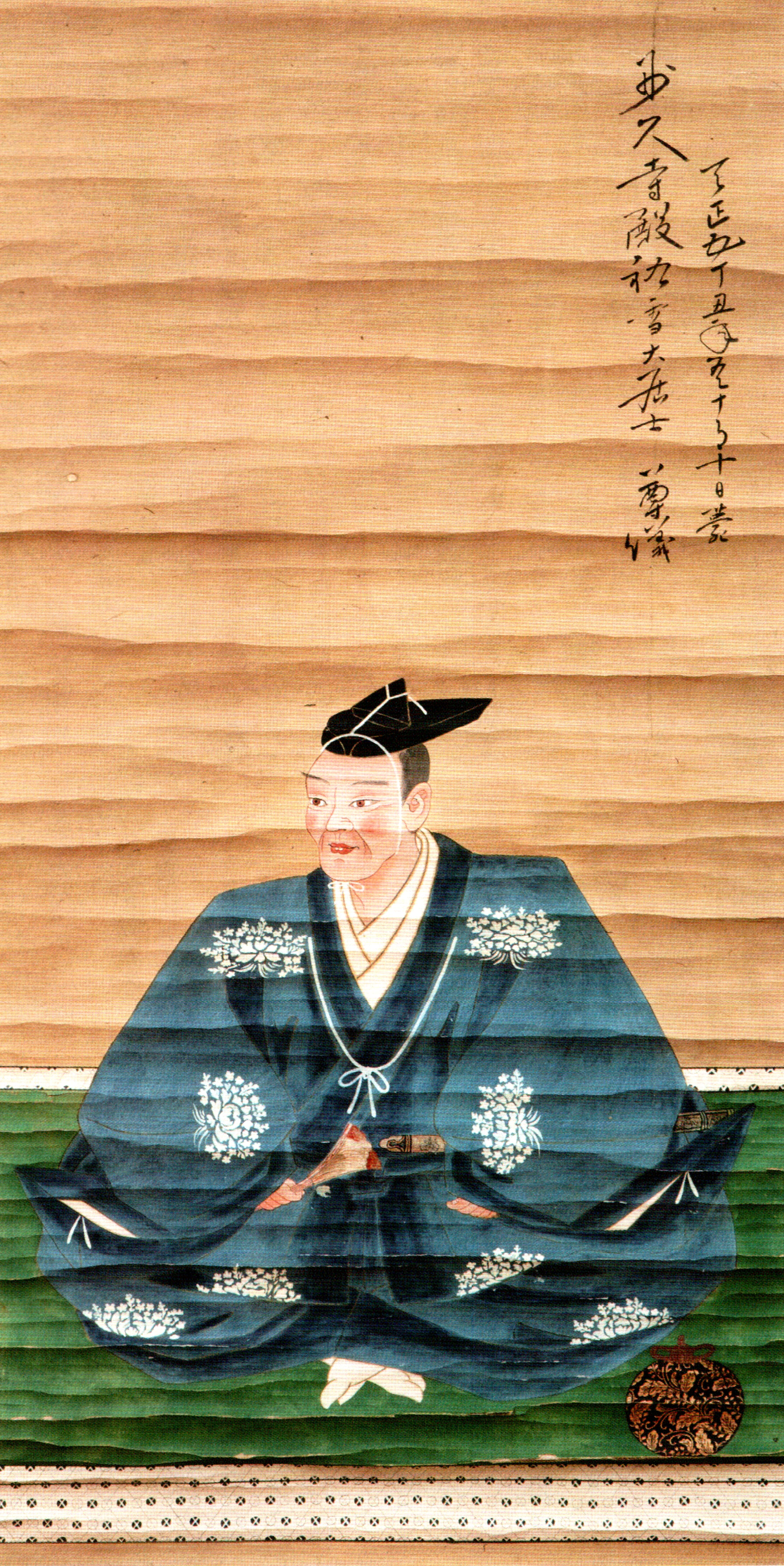
松永久秀

後世、松永久秀が義輝殺害の首謀者であったかのように語られているが、当日は大和に在国しており、さらには義輝の弟・義昭を事件後に興福寺内で保護していた。むしろ、久秀の息子・久通の方が義輝を討つことに積極的であった。
天野忠幸は、義輝を討つことを計画したのは久秀でなく、義継や久通、三好長逸ら実際に軍勢を動かした面々だったと考察する。また、久秀は久通らが義輝を討つことに反対した様子がないことから、黙認したと見ている。
天野はまた、久秀が諸大名の家格意識をよく理解しており、将軍を殺害すればすべてが解決するという義継の発想には賛同していなかったとし、それゆえ、久秀は諸大名が将軍家と認める義澄流の義昭を庇護した、と考えている。他方、久秀は興福寺を敵に回すことを恐れたことから、義昭を殺害せず、幽閉・監視にとどめたとする見方もある。

### 事件が与えた影響
小林正信は、永禄の変について、織田信長が明智光秀に討たれた本能寺の変、さらには江戸幕府の大老・井伊直弼が討たれた桜田門外の変と同等の歴史的意義を持つとしている。また、この政変により、足利将軍家は自力で室町幕府を再生することが不可能になったとする。
山田康弘は、永禄の変後における朝廷や諸大名の動き、さらには一般庶民までもが義輝を追悼する行為を見せていることを鑑みて、これらの事実から、「三好は世間を敵に回した」と評している。山田はまた、戦国時代といえども、主従関係は社会の根幹を成す基本原理であり、夫婦や親子の関係以上に優先すべきものであったとして、三好氏が主君と仰ぐべき義輝を白昼に殺害したことに対し、支配層から一般庶民に至るまでが反感を抱いたのは当然の流れだったとする。
福島克彦は、三好氏が義輝を殺害したことで畿内・畿外の諸勢力に予想外の反発を招き、かえってその権力による畿内統治を困難にしていったと考察する。その理由として、戦国時代の畿内においては、政争で将軍の座が入れ替わることはあっても、実際に京都で殺害されることはなかったことを挙げている。
天野忠幸は一方で、永禄の変後、公家らの記録に義輝への同情や義継に対する批判がほとんどなく、淡々とした記述に終始していることや、また奉公衆の反発が見られず、義輝の葬儀でも相国寺以外が参加しなかったことから、この当時は将軍の影響力が失われつつあったと考察している。また、義輝が父祖のように従三位になれず、朝廷から公卿扱いされていなかったことから、正親町天皇の信任を失っていたとし、改元や禁裏の修理を怠る反面、将軍御所の築城で京都に重税を課したことなどで民心も離れていたとする。

## 事件後の推移

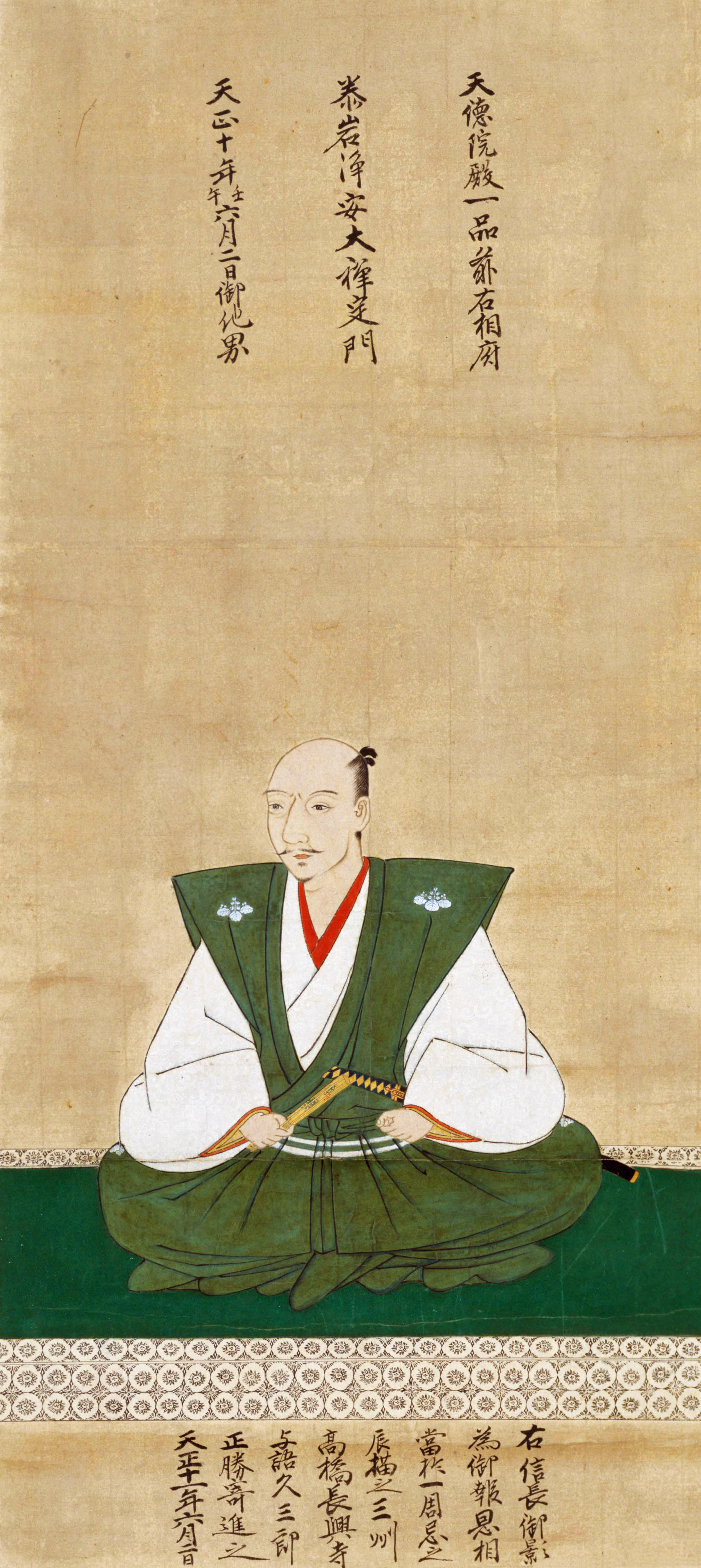
織田信長

三好氏による義輝の弑逆は世間を憤慨させた。とくに、義輝の殺害を知った諸大名の憤りは激しかった。変の翌日には、若狭の武田義統が義輝の死を越前の朝倉義景に連絡していることから、義輝の死はすぐに諸国へ伝わったことがわかる。
- 越後の上杉輝虎（謙信）は義輝の死を知ると、「三好・松永の首を悉く刎ねるべし」と神仏に誓ったほどであった[109]。
- 河内の畠山氏の重臣・安見宗房も「前代未聞で是非も無いこと。（略）無念の至りだ」と怒りをあらわにし、上杉氏の重臣である河田長親と直江景綱に弔い合戦を持ちかけている[101][109]。
- 越前の朝倉義景の重臣らも同様に、「誠に恣の行為で、前代未聞、是非なき次第で沙汰の限りだ」と怒りをあらわにしている[105]。

上記より、平時には薄らいでいた将軍への意識が、かつての永禄への改元を超える足利将軍家の存亡の危機として、諸大名に喚起されたとする見方もある。このとき、織田信長や朝倉義景、武田義統など、親義輝派の大名らが糾合されつつあったが、上杉氏は武田氏や後北条氏、本願寺と対立しており、織田氏も三好氏と同盟する美濃斎藤氏との戦いが続き、六角氏は観音寺騒動による家中の動揺で出兵できなかった。
朝廷は政変を一時的に追認したものの、三好・松永の義輝殺害に強い怒りを感じ、その死に悼惜した。公家の山科言継は義輝の殺害を、「言葉がない。前代未聞の儀なり」と日記に記している。また、正親町天皇に仕えていた女官も同様に、「言葉もないことだ」と嘆き悲しんでいる。
6月7日、朝廷は義輝に従一位・左大臣の栄位を追贈した。これは、義輝の父祖と同様、室町幕府の歴代将軍に与えられてきたものであった。また、正親町天皇はこの日より、政務を3日間停止して、義輝に弔意を示した。
6月9日、義輝の葬儀が将軍家の菩提寺である等持院において、雨の中行われたが、相国寺以外の五山十礼の寺院が参列せず、山科言継がこれを嘆いている。このとき、三好側は葬儀を阻害することもなく、滞りなく行われた。また、正親町天皇は義輝の妹・入江殿（烏丸光宣室）に対して、弔問の勅使を遣わし、自身の弔意を伝えている。
7月7日、朝廷は内裏において、永禄の変によって生じた穢れを祓う儀式を行った。
7月28日、義輝の弟である興福寺一条院門跡の覚慶（還俗後は足利義昭）が、細川藤孝や一色藤長ら兄の遺臣らの手引きによって、密かに寺から脱出した。兄の死後、覚慶は松永久秀によって、興福寺内で幽閉・監視されていた。覚慶は近江の矢島に移って在所とし（矢島御所）、ここで還俗して、越後の上杉謙信や安芸の毛利元就らに書状を出した。
8月27日、久秀の弟で丹波の支配を行っていた内藤宗勝が戦死し、三好方は丹波を失ってしまった。義昭は各地の大名らに上洛の支援を求め、反三好側の陣営はにわかに活発になった。
同月、妙満寺が義輝のために千部経の仏事を催行すると、三好側は「御大義、是非に及ばず」として褒詞を下し、惣領の三好義継が寄宿免除（寺に兵の駐屯を禁ずる）の特権を与えた。ほかにも、三好側は義輝を弔うため、相国寺などに仏事料として田地を寄進している。だが、それらは義輝の鎮魂のためではなく、支配層から一般庶民にいたるまでが義輝の死を嘆き、三好氏への怒りを示したことを見て、三好側が世間の反発を和らげるために行ったと考えられる。
10月26日、朝廷は御小袖が収められた唐櫃を義継に下賜し、松永久秀と広橋国光に引き渡された。御小袖は将軍家重代の家宝であるとともに、天皇を守護する将軍の象徴として神聖視されたものであり、それが三好氏に渡されたということは、朝廷が義継を将軍家の継承者と認め、三好氏に天下を委ねたに等しかったとする見方もある。
11月16日、三好長逸は三好宗渭や岩成友通とともに飯盛山城に入り、義継に失態続きの久秀を見放すように迫った。これは阿波三好氏の三好康長と打ち合わせた上で行われたものであった。義継は要求に応じざるを得ず、松永久秀・久通父子は三好方から追放された。これにより、久秀の地位は岩成友通に受け継がれ、三好本宗家は三好三人衆が当主・義継を支える新体制になった。だが、久秀と久通は追放された後、足利義昭を旗頭とする織田信長や畠山秋高、武田義統、上杉輝虎（謙信）、朝倉義景の陣営に入った。
12月11日、正親町天皇が関白・近衛前久に対し、改元を内々に諮っているが、これは義継ら三好氏による改元費用負担を頼ったものとされる。だが、この頃になると、三好氏の間では内紛が始まっており、その結束も綻びを見せていた。
永禄9年（1566年）2月、三好方と松永久秀、畠山秋高方との間で戦いが始まった。三好方は京都や堺、芥川山城、飯盛山城を確保したが、全体的には劣勢になった。
4月21日、義昭が義栄の先を越す形で、朝廷から従五位下・左馬頭に叙任された。左馬頭は次期将軍が就く官職であり、朝廷が義栄より先に義昭を任じたことは、義昭を正統な後継者として認識していた可能性が高い。義継や三好三人衆はこの劣勢を覆すため、義栄を庇護する阿波三好氏との連携に踏み切った。
6月、義栄は阿波の諸将に擁されて、阿波から淡路の志知に進み、四国一円に軍勢催促を行った。これにより、阿波三好氏の宿老・篠原長房が先陣として2万5千の兵を率いて渡海し、兵庫浦へ上陸、西宮に布陣した。
8月29日、矢島にいた義昭は、六角氏が叛意を見せたことや、三好側が矢島を襲撃するという風聞も流れていたこともあって、妹婿でもある武田義統を頼り、若狭とへ移った。だが、若狭国内が安定していなかったため、9月29日に義昭は朝倉義景を頼り、若狭から越前に向かった。
他方、8月29日に信長が義昭のために上洛の兵を起こし、美濃の国境に兵を進めた。だが、斎藤龍興が細川藤孝の仲介で織田方との和議を結んでいたにもかかわらず、閏8月8日に織田軍を攻撃したため、信長は美濃を通過できなくなってしまった（河野島の戦い）。斎藤氏と六角氏の離反がほぼ同時に起きているのは、三好方による巻き返しの調略があったとみられている。信長は美濃を通過できず、さらにはその先の近江も不穏となったため、撤退せざるを得なくなった。
9月23日、義栄が畿内へと渡海し、父の義維、弟の義助とともに摂津の越水城に入城した。
12月7日、義栄は摂津の越水城から富田荘の普門寺に移った。その後、篠原長房が越水城に入城し、畿内における活動拠点とした。
だが、在京する幕臣の中には、義輝の殺害に対する反発や義栄への非協力的な動きがあり（特に行政実務を担う奉行衆にこの動きが強く、一部は義昭の生存を知って越前に向かう）、義栄が上洛できる環境にはなかったとする指摘もある。そのため、三好三人衆や長房は京都周辺にあった幕臣の所領の安堵と引換に、義栄陣営への取り込みを図っていた。
永禄10年（1567年）2月10日、上京の真如堂で義輝追善の六斎踊が挙行され、京の内外はもとより、摂津や近江からも貴賤を問わず多くの男女が集まり、2,800人が鉦鼓を鳴らし、総勢7、8万人の群衆が義輝の死を悼んだ（『言継卿記』永禄10年2月10日条）。また、同年10月7日にも真如堂で安芸から来た600人が義輝の奉公衆や女房衆に扮し、行列を組んで風流踊を行っている（『言継卿記』永禄10年10月7日条）。今谷明は、「町の人々が義輝を追悼する踊りによって三好三人衆政権への抵抗を示した」と解釈している。
2月16日、義継が久秀のもとに逃げる、つまり義昭陣営に与するという事件が起きた。その理由としては、義栄が三好方に迎え入れられたことにより、義継が三好三人衆らに冷遇され、彼らからの離反をそそのかされたことにあった。また、三好本宗家の内紛が分家格の阿波三好氏によって解決されたことにより、義継はその主導権を失い、不満を募らせていたとも考えられている。
4月6日、義継と久秀が大和の信貴山城に入城し、4月12日には多聞山城に入城した。これに対し、三好三人衆は大和の筒井順慶の協力を得て、4月18日に1万余の軍勢で大和に出兵した。そして、4月24日には義継・久秀の軍勢と三好三人衆・筒井氏の軍勢が興福寺内において、鉄砲を撃ち合った。両軍は東大寺に陣取り、南都において市街戦を繰り広げた。
10月10日、久秀は東大寺に布陣する三好三人衆の陣に夜襲をかけ、これを打ち破った。その際、東大寺大仏殿が兵火によって焼失した（東大寺大仏殿の戦い）。
11月3日、朝廷は勧修寺晴右と山科言継を摂津の富田に下向させた。一方、義栄も側近の畠山維広（安枕斎守肱）、三好三人衆方の伊勢貞助らを入京させ、将軍宣下の準備を進めたが、朝廷からの献金に応じられず、将軍宣下を拒否された。
永禄11年（1568年）2月6日、義栄は朝廷に対し、将軍宣下のための費用を献上した。そして、2月8日に義栄は朝廷から征夷大将軍に任じられ、室町幕府の第14代将軍となった。
7月、義昭が織田信長を頼って、越前から美濃の立政寺に赴いた。かくして、義昭は信長と合流し、擁立されることになった。義昭が越前に滞在中、信長は義昭からの上洛要請を忘れず、それを果たすため、永禄10年には松永久秀と結び、近江の山岡氏や大和の柳生氏にも働きかけていた。また、信長は美濃での戦いを有利に進め、永禄10年8月には斎藤氏の居城・稲葉山城を落とし、翌11年には北伊勢も攻略するなど、着々と準備を進めていた。
義昭の上洛への行動が本格化するなか、8月17日に三好長逸ら三好三人衆は近江に赴き、六角義賢と面会して「天下の儀」に関して話し合い、味方に引き入れた。だが、義昭を擁する信長や三好義継、畠山秋高らの陣営に比べると、明らかに劣勢であった。
9月7日、信長が尾張・美濃・伊勢の軍勢を率い、美濃の岐阜から京都へと出発した。他方、織田軍の進撃に対し、六角義賢がこれを迎撃したが、箕作城と観音寺城を信長に落とされ、近江において瞬く間に敗れ去った。
そして、三好三人衆も畿内において信長に抗戦したが、その進撃を止めることができなかった。信長の先陣が摂津に侵攻すると、29日に長逸は芥川山城を退去した。長逸が退去したのち、30日に信長が芥川山城に入城し、義栄の在所である富田などを焼き払った。この頃、義栄が腫物を患って病床にあり、こうした状況では軍勢も士気が上がらず、長房は信長とは戦わずに兵力を温存する形で、義栄とともに阿波へと撤兵することにした。
10月14日、義昭は信長による畿内平定を受けて、信長の供奉を受けて上洛し、六条の本圀寺に入った。そして、10月18日に義昭は朝廷から将軍宣下を受けて、室町幕府の第15代将軍に就任した。
また、義昭は朝廷に対し、義栄の将軍宣下の関係者の処分を要求したため、近衛前久と高倉永相・永孝父子は大坂本願寺を頼って逃亡し、勧修寺晴右は蟄居となり、水無瀬親氏は阿波に下った。これに対し、先に越前に下って義昭の元服の加冠役を務めた二条晴良は義昭の後押しによって、前久の関白解任後、次の関白に任じられた。